# 加西市
加西市（かさいし）は、兵庫県の南部に位置する市。地域的には東播磨（東播）または北播磨（北播）だが、兵庫県北播磨県民局管内に区分されている。1967年（昭和42年）市制施行。

## 概要
播磨平野のほぼ中央に位置しており、北部には山林も目立ち、南端部の低山にも山林が目立つ。加西市は「花、ゆめ、根日女（ねひめ）」をキャッチコピーとしており、市域には山林の他に畑作地帯や田園地帯が目立ち、さらに加西市の南東端部には乳牛育成牧場もあるなど、基幹産業の1つとして農業が挙げられる。また大型の植物園である兵庫県立フラワーセンターも有する他、大型のゴルフ場も目立つ。他にも気球がよく飛んでいる。
播磨地方の中心都市姫路市の東隣に位置し、姫路との繋がりが強い。JRの姫路駅の北口を始発とする路線バスが、加西市の中心市街地がある北条町まで運行されるなどしている。

## 地理

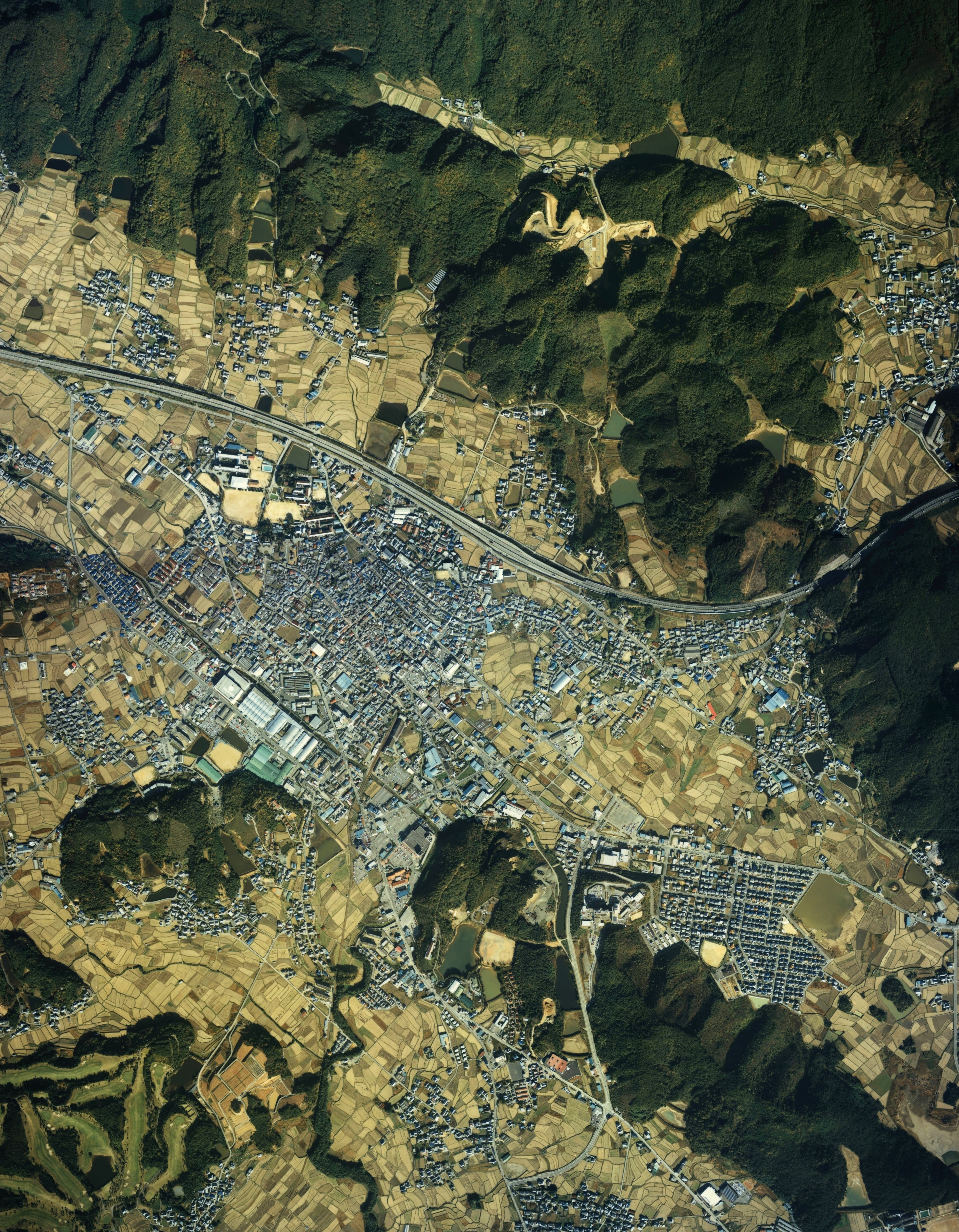
市役所のある北条地区周辺の空中写真。
1985年撮影の4枚を合成作成。。

播磨平野の中央部に位置し、市の面積は150.19㎢、東西12.4㎞、南北19.8㎞の広がりを持つ。北側は中国山地の山裾が迫り、西側と東側は台地であり、南側は低い山が連なっている。海には面しておらず、市域は標高の高い部分に囲まれており、ここを流れる主な河川は、加古川の支流の中の1本である万願寺川と、万願寺川の支流の普光寺川や下里川である。
気候は瀬戸内式気候に属し冬季の降水量は少なく、年間1300㎜前後である。全国平均1700㎜前後より、いささか降水量が少なく、水不足に備え、多数のため池が造成された 。年間平均気温は16℃前後である。
- 山岳 : 鎌倉山、笠松山、 善防山
- 台地 : 青野ヶ原台地、鶉野台地

### 人口
1967年の市制施行時の人口は48,219人だった。1980年代後半は微増ながら、53,000人を超えた。しかし2007年には5万人を下回った。
2010年に実施された国勢調査と前回調査からの人口増減を比較すると、2.78％減の48,022人であり、増減率は兵庫県下41市町中21位、49行政区域中29位であった。
| |                                        |  |
| 加西市と全国の年齢別人口分布（2005年） | 加西市の年齢・男女別人口分布（2005年） |  |
| ■紫色 ― 加西市 ■緑色 ― 日本全国 | ■青色 ― 男性 ■赤色 ― 女性              |  |
| 加西市（に相当する地域）の人口の推移 \| 1970年（昭和45年） \| 48,354人 \| \| \| 1975年（昭和50年） \| 50,161人 \| \| \| 1980年（昭和55年） \| 51,051人 \| \| \| 1985年（昭和60年） \| 52,107人 \| \| \| 1990年（平成2年） \| 51,784人 \| \| \| 1995年（平成7年） \| 51,706人 \| \| \| 2000年（平成12年） \| 51,104人 \| \| \| 2005年（平成17年） \| 49,396人 \| \| \| 2010年（平成22年） \| 47,993人 \| \| \| 2015年（平成27年） \| 44,313人 \| \| \| 2020年（令和2年） \| 42,700人 \| \| |                                        |  |
| 総務省統計局 国勢調査より |                                        |  |
| 1970年（昭和45年） | 48,354人                               |  |
| 1975年（昭和50年） | 50,161人                               |  |
| 1980年（昭和55年） | 51,051人                               |  |
| 1985年（昭和60年） | 52,107人                               |  |
| 1990年（平成2年） | 51,784人                               |  |
| 1995年（平成7年） | 51,706人                               |  |
| 2000年（平成12年） | 51,104人                               |  |
| 2005年（平成17年） | 49,396人                               |  |
| 2010年（平成22年） | 47,993人                               |  |
| 2015年（平成27年） | 44,313人                               |  |
| 2020年（令和2年） | 42,700人                               |  |

### 隣接する自治体
- 姫路市
- 加古川市
- 小野市
- 加東市
- 西脇市
- 多可郡多可町
- 神崎郡市川町
- 神崎郡福崎町

## 地区
人口、面積、人口密度は2021年5月31日現在

### 北条地区
人口13,417人、面積7.69k㎡、人口密度 1,745人/k㎡
- 旧々北条町と同一区域である。
- 地区内の子供は北条小学校、北条東小学校に通い、北条中学校に進学する。
- 人口が微減しているが、宅地化が進んでおり、新しい店も増えている。
- 子供が減っており、児童数は全盛期の2/5ほどになっている。
- 地区内には北条鉄道が通っており北条町駅がある。
- 北条BSで高速バスに乗車できる。中国ハイウェイバスの特急、準特急、急行がすべて停車する。
- アスティアかさい（北条町駅）、加西市役所前、古坂三丁目の各バス停からも高速バスに乗車できる。
- 地区内にはイオンモール加西北条、アスティアかさいなどの大型商業施設がある。
- 加西市北条町東高室プロジェクトで4haのオープン型モール『エルズモール加西』がオープンした。
- 丸山公園内には世界一大きな地球儀がある。
- 地区内には古くから住吉神社や酒見寺の門前町としてや山陽と山陰を結ぶ交通の要衝として栄え、東西南北5つの街道が通っていた。うだつや虫籠窓など商家の名残が残っている『北条の宿』がある。他にも五百羅漢などがあり、住吉神社と酒見寺、大歳神社などでは播州三大祭りの北条節句祭りが行われる。
- 玉丘古墳群の円墳の笹塚古墳が復元・公園化されており、円墳のマンジュウ古墳も復元・公園化される予定である。ガスト加西店の辺りには前方後円墳があったことが確認されている。
- 赤松氏居城の小谷城跡があり、『田舎なれども北条は都、月に六斎（回）市が立つ』と謳われるほど繁栄していた。

### 富田地区
人口2,886人、面積11.66k㎡、人口密度248人/k㎡
- 旧富田村と同一区域である。
- 地区内の子供は富田小学校に通い、北条中学校に進学する。
- 地区内に鉄道は通っていない。
- 市内唯一の高速道路のサービスエリア、加西SAがある。一部の高速バスが休憩停車するがバス停はなく、休憩以外の乗降はできない。

### 賀茂地区
人口3,082人、面積16.34k㎡、人口密度189人/k㎡
- 旧賀茂村 と同一区域である。
- 地区内の子供は賀茂小学校に通い、善防中学校に進学する。
- 地区内には北条鉄道が通っており、播磨横田駅、長駅がある。

### 下里地区
人口4,504人、面積19.33k㎡、人口密度233人/k㎡
- 旧下里村と同一区域である。
- 地区内の子供は下里小学校に通い、善防中学校に進学する。
- 国宝の一乗寺がある。
- 地区内には北条鉄道が通っており、播磨下里駅、法華口駅がある。

### 九会地区
人口6,039人、面積25.37k㎡、人口密度238人/k㎡
- 旧九会村と同一区域である。
- 地区内の子供は九会小学校に通い、加西中学校に進学する。
- 地区内には北条鉄道が通っており田原駅、網引駅がある。1945年3月31日、網引駅西300m付近で『国鉄北条線脱線転覆事故』が起きた。試験飛行のため旧姫路海軍航空隊鶉野飛行場を飛び立った戦闘機「紫電改」が不時着した際、レールが破損。直後に走ってきた列車が脱線、転覆し、１２人が犠牲となり、６２人が重軽傷を負った。
- 地区内には鶉野飛行場があり、戦争遺跡が密集している。復元された紫電改はミュージアム『Soraかさい』に設置されている。
- 加西南産業団地がある。
- 神戸大学大学院農学研究科附属食資源教育研究センターがある。
- 陸上自衛隊青野ヶ原演習場がある。

### 富合地区
人口3,634人、面積12.50k㎡、人口密度291人/k㎡
- 旧富合村と同一区域である。
- 地区内の子供は富合小学校に通い、加西中学校に進学する。
- 地区内に鉄道は通っていない。
- 泉BSがあり、高速バスに乗車できる。泉BSとあるが泉・多加野地区ではなく、富合地区の都染町である。

- 玉丘古墳群があり、玉丘史跡公園内に密集している。公園内には一番大きい前方後円墳の玉丘古墳がある。
- 兵庫県立フラワーセンターがある。
- 加西東産業団地がある。

### 多加野地区
人口4,002人、面積21.50k㎡、人口密度186人/k㎡
- 旧多加野村と同一区域である。
- 地区内の子供は日吉小学校、宇仁小学校に通い、泉中学校に進学する。
- 北条東小学校が開校するまで加西市内で唯一2つの小学校がある地区だった。
- 地区内に鉄道は通っていない。
- 加西市最高峰「鎌倉山」がある。

### 西在田地区
人口1,951人、面積18.10k㎡、人口密度108人/k㎡
- 旧西在田村と同一区域である。
- 地区内の子供は西在田小学校に通い、泉中学校に進学する。
- 地区内に鉄道は通っていない。

### 在田地区
人口3,599人、面積17.73k㎡、人口密度203人/k㎡
- 旧在田村と同一区域である。
- 地区内の子供は泉小学校に通い、泉中学校に進学する。
- 地区内に鉄道は通っていない。
- 市内唯一のインター、加西インターがあり、加西インターBSから高速バスに乗車できる。
- 加西インター産業団地が建設中

## 歴史
- 1967年（昭和42年）4月1日 - 加西郡北条町・泉町・加西町が合併して発足。中心地は北条町だが、既に愛媛県に北条市（1958年市制。現在は松山市の一部）があったから、郡名に由来した加西市となった。人口は48,219人[4]。これにより、加西郡は消滅。
- 1967年（昭和42年）5月6日 - 「カ」を2つ組み合わせて「西」に図案化したものを市章・市旗に制定し、同年6月10日に告示[6][7]。
- 1974年（昭和49年）11月12日 - 加西市初の国道として一般国道372号が制定。
- 1986年（昭和61年） - 人口がピーク53,056 人

## 行政

### 市長
- 高橋晴彦（2023年6月17日就任、1期目）

### 市議会
- 定数：15人

### 市章・市旗
「カ」を図案化したものを1967年5月6日に制定され、同年6月10日に市章・市旗とも告示された。

加西市旗
加西市章

### 衆議院
- 任期 ： 2021年（令和3年）10月31日 - 2025年（令和7年）10月30日（「第49回衆議院議員総選挙」参照）

| 選挙区                                                                    | 議員名     | 党派名     | 当選回数 | 備考   |
| ------------------------------------------------------------------------- | ---------- | ---------- | -------- | ------ |
| 兵庫県第4区（加西市、神戸市西区、西脇市、三木市、小野市、加東市、多可町） | 藤井比早之 | 自由民主党 | 4        | 選挙区 |

## 経済

### 金融
指定金融機関:三井住友銀行

### 産業

#### 加西市に本社・本部を置く会社等
- アイカハリマ工業（北条町横尾）
- 旭金属製作所（北条町小谷）
- 荒木エフマシン（山下町）
- 市場 - 家具製造(中野町)
- 伊東電機（朝妻町）
- 植田石油[9]
- HER[9]
- 華道光風流（北条町栗田）
- 木下技研（畑町） - ISO13485認証取得
- 千石・グリーンウッド（別所町）[9]
- JA兵庫みらい（玉野町）
- 新穂工業[9]
- 本陣・たいこフーズ（北条町東南）
- 高橋醤油（和泉町）
- トラストメディカル（朝妻町）
- 日本エー・アイ・シー（別所町）
- 播磨三洋工業（段下町）
- 富久錦（三口町）
- 北条鉄道（北条町北条駅前町）
- 丸中製菓（下宮木町）
- 三宅工務店（北条町）[10]

（アイウエオ順）

### 農業・特産物
- 加西ゴールデンベリーA（ブドウ）
- 根日女のかがやき（キヌヒカリ）
- 山田錦（酒米）
- むらさきの舞（紫黒米）
- 根日女みどり（甘唐辛子）
- 根日女の舞（ワイン）
- ハリマ王（ニンニク）

### 特産品
- 加西へらへとバーガー（ご当地バーガー）

## 姉妹都市・提携都市
海外
- プルマン市（アメリカ合衆国ワシントン州）-1989年11月提携

## 交通

### 鉄道
加西市には北条鉄道が万願寺川の下流の方向、すなわち市域の南東端より入り、下里川に沿って加西市の中心市街地までを結んでおり、ここに北条町駅がある。なお粟生駅を除くと、北条鉄道の路線の駅は全て加西市内に立地している。このうち途中駅の法華口駅・播磨下里駅・長駅の3駅の駅舎及びプラットフォーム、並びに法華口駅の便所は登録有形文化財に登録されている。
- 北条線: 網引駅 - 田原駅 - 法華口駅 - 播磨下里駅 - 長駅 - 播磨横田駅 - 北条町駅
  - 中心となる駅：北条町駅

### バス
加西市には中国自動車道が市域の中央部を東西へと横断するように通っており、大阪（大阪駅）・神戸（三ノ宮駅）いずれとも高速バスの路線が設定され、これらの都市へは乗り換えなしで移動できる。所要時間は新大阪駅-北条間約69分、神戸三宮-北条間約69分である。
一般路線
- 神姫バス
- 加西市コミュニティバス KASAIねっぴ～号
- はくろバス
- はっぴーバス（加西親栄自動車）

高速バス
加西市内で高速バスを利用できる停留所と路線
- ▲…上りは乗車のみ、下りは降車のみの扱い
- ▼…下りは乗車のみ、上りは降車のみの扱い
- ◆…双方向乗降可能
- - …通過
- = …経路外

| 種別   | 路線                     | 始発             | 泉BS | 加西IC | 古坂3丁目 | 加西市役所前 | アスティアかさい | 北条BS | 終点             | 経由             | 運行会社     |
| ------ | ------------------------ | ---------------- | ---- | ------ | --------- | ------------ | ---------------- | ------ | ---------------- | ---------------- | ------------ |
| 特急   | 中国ハイウェイバス津山線 | 大阪駅・USJ      | -    | =      | =         | =            | =                | ◆      | 津山駅           | 中国道           | JR・神姫     |
| 準特急 | 中国ハイウェイバス津山線 | 大阪駅・USJ      | ◆    | =      | =         | =            | =                | ◆      | 津山駅           | 中国道           | 神姫         |
| 急行   | 中国ハイウェイバス津山線 | 大阪駅・USJ      | ◆    | =      | =         | =            | =                | ◆      | 津山駅           | 中国道           | JR・神姫     |
| 急行   | 中国ハイウェイバス北条線 | 新大阪駅・大阪駅 | ◆    | ▲      | ▲         | ▲            | ▲                | =      | アスティアかさい | 中国道           | JR・神姫     |
| 高速   | 山崎 - 三ノ宮線          | 三ノ宮駅         | ▲    | =      | =         | =            | =                | ▲      | 山崎             | 新神戸TN・中国道 | ウエスト神姫 |
| 特急   | 特急バス                 | 三ノ宮駅         | -    | =      | =         | =            | =                | ▼      | 浜坂駅           | 新神戸TN・中国道 | 全但         |

### 道路
- 高速自動車国道
  - 中国自動車道

（大阪方面） - 泉BS - 加西IC/BS - 北条BS - 加西SA - （鳥取・津山方面）
- 一般国道
  - 国道372号
    - 1975年3月に主要県道36号姫路篠山線を昇格。市制から8年間は国道が通らない市だった。
- 主要地方道
  - 兵庫県道23号三木宍粟線（三木市本町〜小野市〜加西市〜神崎郡福崎町〜姫路市夢前町〜宍粟市山崎町中広瀬）
  - 兵庫県道24号多可北条線（多可郡多可町中区糀屋〜多可町八千代区〜西脇市〜加西市北条町東南）
  - 兵庫県道43号高砂北条線（高砂市荒井町扇町（山陽電鉄荒井駅）〜加古川市志方町〜加西市北条町西高室）
  - 兵庫県道79号高砂加古川加西線（高砂市高砂町朝日町〜加古川市平荘町〜加西市河内町）
  - 兵庫県道81号小野香寺線（小野市本町〜加西市〜姫路市香寺町広瀬）
- 一般県道
  - 兵庫県道117号豊富北条線（姫路市豊富町豊富〜加西市北条町北条笠屋町）
  - 兵庫県道145号下滝野市川線（加東市下滝野〜加西市〜神崎郡市川町西田中）
  - 兵庫県道206号法華山線（加西市三口町法華山口〜加西市坂本町（法華山一乗寺））
  - 兵庫県道369号大和北条停車場線（多可郡多可町八千代区大和〜加西市北条町北条駅前町（北条鉄道北条町駅））
  - 兵庫県道370号野上河高線（加西市野上町〜加東市河高）
  - 兵庫県道371号高岡北条線（加東市高岡〜加西市北条町横尾）
  - 兵庫県道372号山下飾東線（加西市山下町〜姫路市飾東町小原）
  - 兵庫県道373号大柳仁豊野線（加西市大柳町〜姫路市仁豊野）
  - 兵庫県道410号中寺北条線（姫路市香寺町中寺〜神崎郡福崎町〜加西市北条町黒駒）
  - 兵庫県道572号播磨中央自転車道線（加東市下滝野（播磨中央公園）〜加西市（フラワーセンター）〜加古川市平荘町中山（権現ダム））
  - 兵庫県道716号玉野倉谷線（加西市玉野町〜加西市倉谷町）
  - 兵庫県道717号一乗寺法華口線（加西市坂本町（法華山一乗寺）〜加古川市志方町畑法華口）

## 教育

### 大学・大学院
- 国立神戸大学大学院附属食資源教育研究センター

### 専修学校
- 兵庫県立農業大学校（農業改良助長法に基づく農業者研修教育施設、および学校教育法に基づく専修学校専門課程）

### 特別支援学校
- 加西市立加西特別支援学校（旧 加西養護学校）（小学部・中学部・高等部）

### 高等学校
- 兵庫県立北条高等学校　（段下町847番地の１）
- 兵庫県立播磨農業高等学校　（北条町東高室1236番地の１）
- 学校法人相生学院高等学校環境リサーチ加西校　（網引町2001番地の39）

### 中学校
- 加西市立北条中学校
- 加西市立善防中学校
- 加西市立加西中学校
- 加西市立泉中学校

### 小学校
- 加西市立北条小学校
- 加西市立北条東小学校
- 加西市立富田小学校
- 加西市立賀茂小学校
- 加西市立下里小学校
- 加西市立九会小学校
- 加西市立富合小学校
- 加西市立宇仁小学校
- 加西市立日吉小学校
- 加西市立西在田小学校
- 加西市立泉小学校

### 認定こども園
公立
- 北条ならの実こども園
- 賀茂幼児園
- 加西こども園
- 泉よつばこども園

私立
- 北条こども園（社会福祉法人）
- 北条東すみれこども園（公私連携（市立から移管＝元幼稚園）・社会福祉法人）
- 幼保連携型認定こども園とみた（社会福祉法人）
- 認定愛の光こども園（学校法人＝元幼稚園）
- 善防こども園（社会福祉法人）
- 多聞こども園（社会福祉法人）
- 認定白龍こども園（社会福祉法人）

### 精神保健福祉士養成施設
- 播磨保健福祉学院（社会福祉法人円融会、精神保健福祉士法に基づく精神保健福祉士短期養成施設。）

## 施設

### 文化施設
ホール・集会場
- 加西市民会館

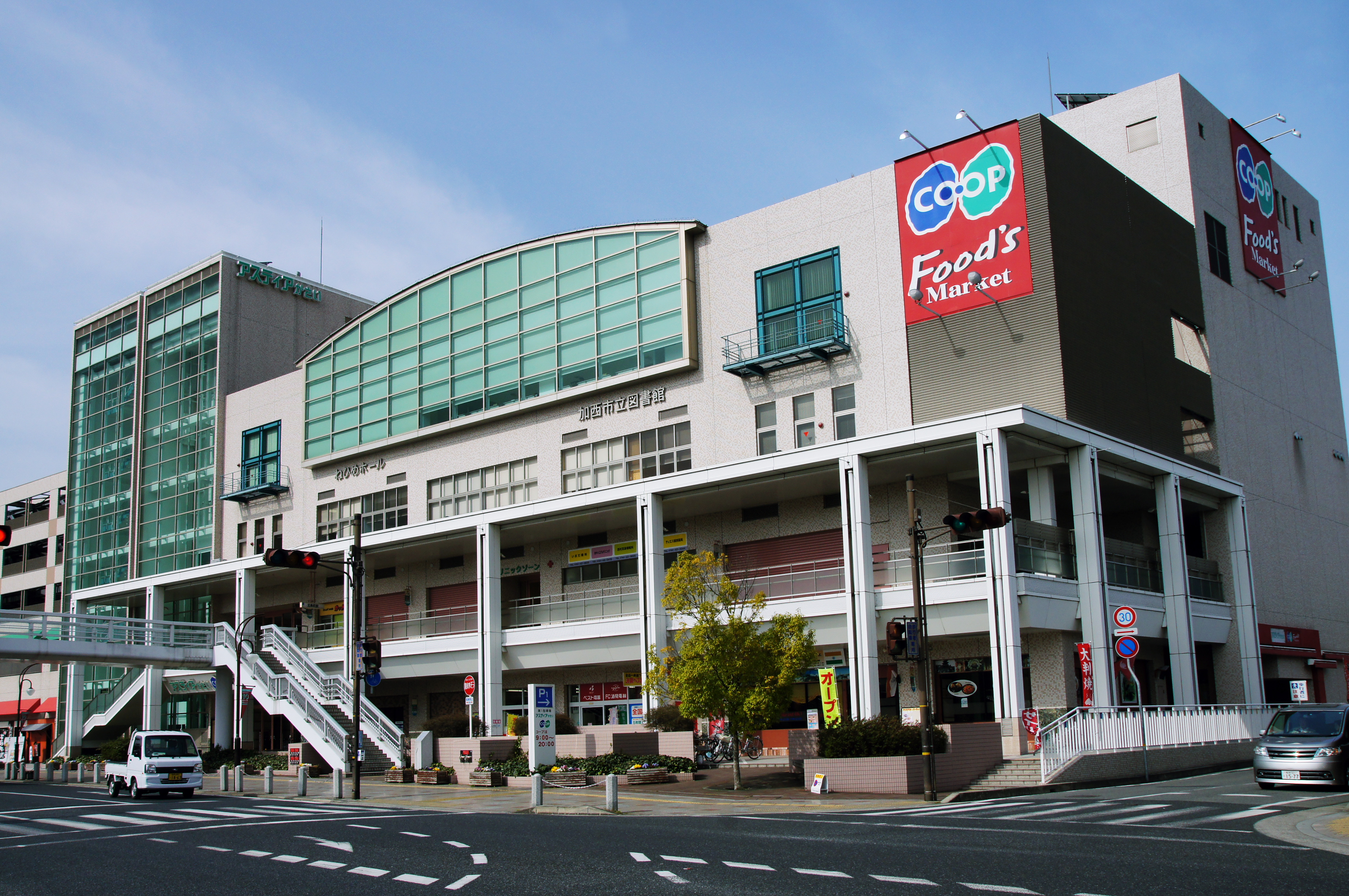
加西市立図書館、ねひめホール（アスティアかさい）

- 加西市民会館コミュニティセンター（中央公民館）
- 加西市地域交流センター（ねひめホール） - 多目的ホール、交流プラザ、ギャラリーなどを備える。
- 加西市立善防公民館
- 加西市立農村環境改善センター（南部公民館）
- 加西市立北部公民館
- 加西市健康福祉会館（ラヴィかさい）
- 加西市立富田会館
- 加西市立賀茂会館
- 加西市立富合会館
- 加西市立八王子会館

図書館
- 加西市立図書館

博物館
- 一乗寺宝物館
- 古代鏡展示館（兵庫県立考古博物館 加西分館・フラワーセンター内）
- 鶉野飛行場資料館
- soraかさい

### 郵便局
集配郵便局
- 加西郵便局
  - 675-23XX（北条町・旧富田村・旧賀茂村）
  - 675-21XX（旧九会村）
  - 675-22XX（旧下里村）
  - 675-24XX（旧泉町）
  - 679-01XX（旧富合村）

無集配郵便局
- 加西北条郵便局
- 加西道山郵便局
- 加西福住郵便局
- 加西和泉郵便局
- 富合郵便局（2007年3月集配業務廃止）
- 中野郵便局（2007年3月集配業務廃止）
- 在田郵便局（2007年3月集配業務廃止）
- 下里郵便局（2007年3月集配業務廃止）

簡易郵便局
- 富田簡易郵便局
- 宇仁簡易郵便局
- 加西玉野簡易郵便局

## 名所・旧跡・観光スポット

### 名所
- 兵庫県立フラワーセンター - 大型植物園
- 玉丘史跡公園 - 玉丘古墳群は国の史跡に指定。
- 古法華自然公園
- 播磨中部丘陵県立自然公園
- 旧西国街道北条の宿の街並み - 寺町（兵庫の街並み百選）、宮前町・御幸町・御旅町・南町（商家の家並み）、福吉町・栗田・横尾（旧家の家並み）
- 丸山総合公園 - サクラの名所とされ、時期には花見客も見られる。山頂には、ギネスブックに認定された世界一大きな地球儀時計（直径5m、総重量14t）がある。
- 青野運動公苑
- いこいの村はりま

### 旧跡
- 鶉野飛行場跡
- 善防山城跡
- 山伏峠石仏

### 社寺
- 住吉神社 - 播磨国三ノ宮（旧縣社）
- 一乗寺 - 三重塔は国宝、西国三十三所第26番
- 酒見寺 - 多宝塔は国の重要文化財、播磨西国三十三箇所第16番および新西国三十三箇所第29番
- 羅漢寺 - 凝灰岩を彫った450体余の石仏。一体一体異なる、素朴な表情が特色。
- 久学寺 - 赤穂藩浅野家ゆかりの三がく寺（花岳寺、泉岳寺）の一つ。
- 奥山寺
- 普光寺
- 東光寺 - 田遊び・鬼会は重要無形民俗文化財
- 大日寺 - 隠れキリシタンとの関連をうかがわせる背面十字架地蔵あり。
- 百代寺

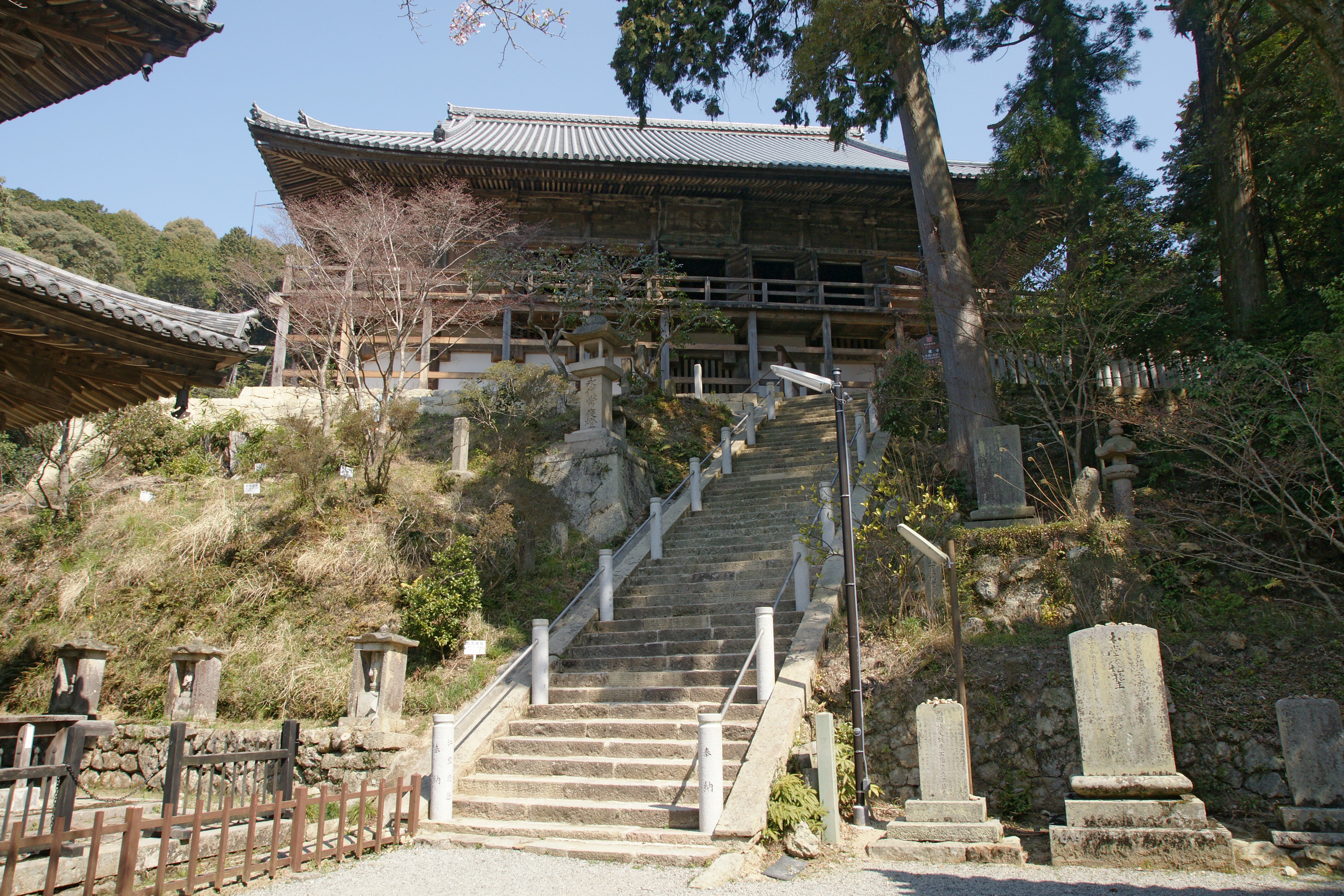
一乗寺
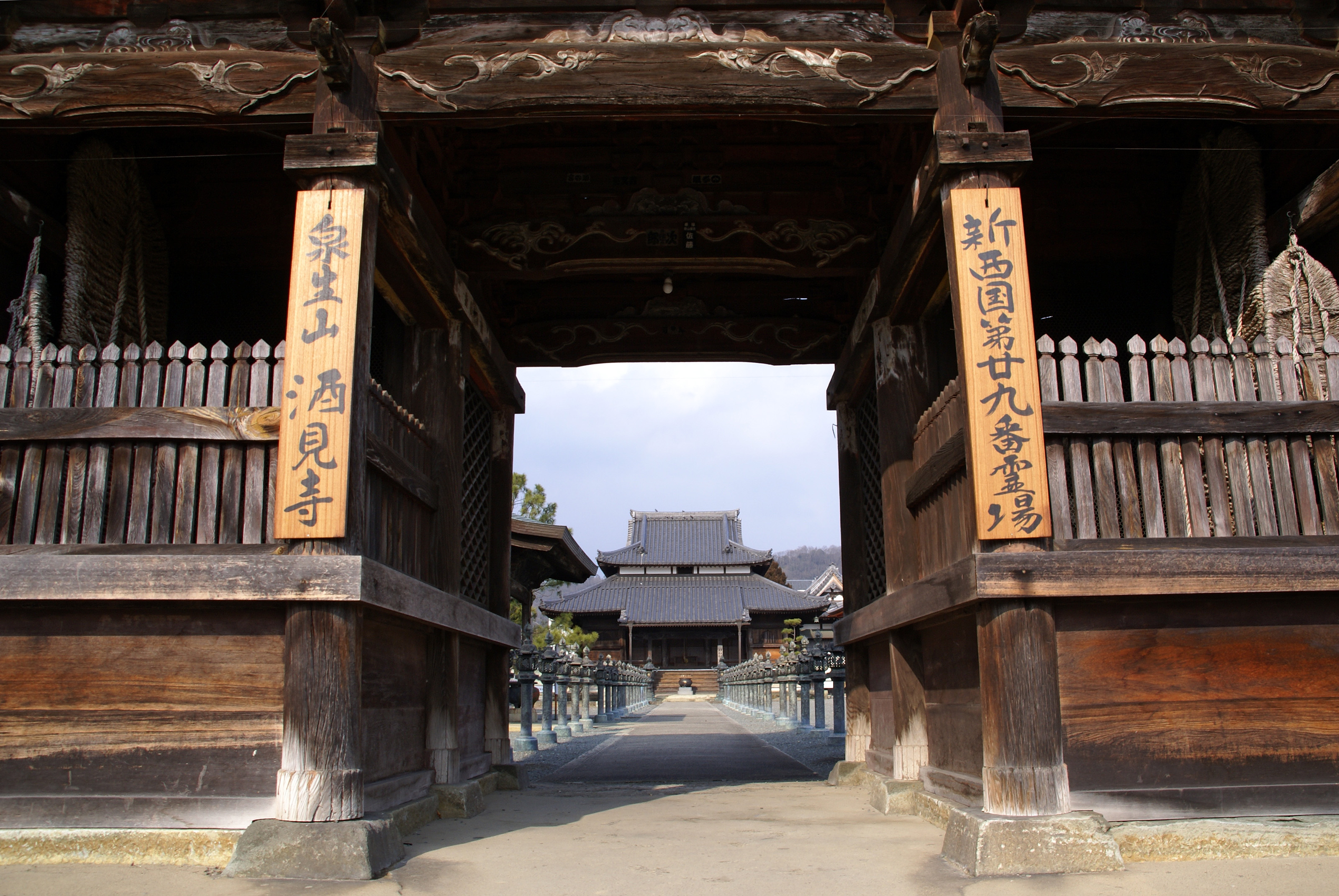
酒見寺
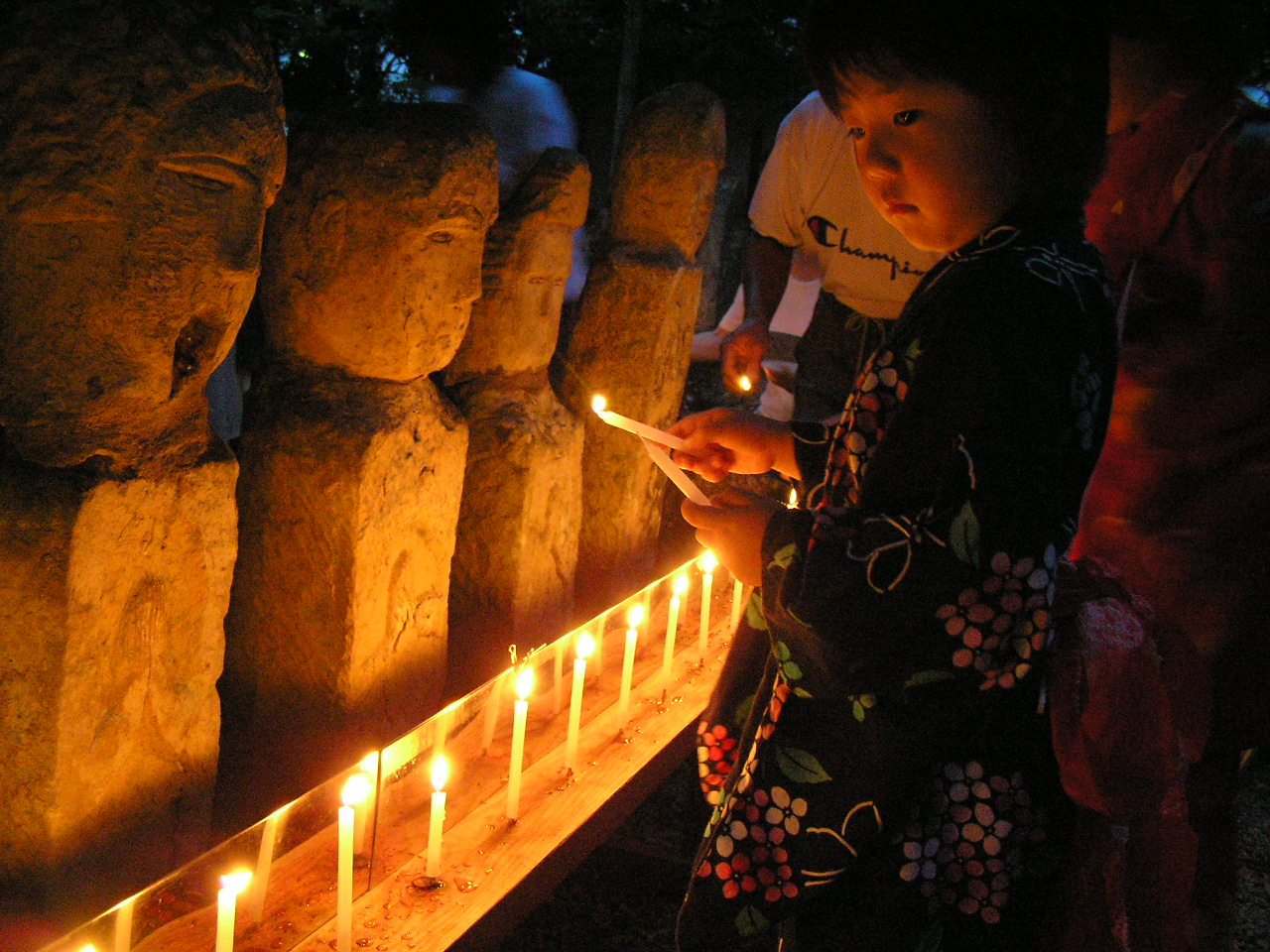
五百羅漢 千灯会
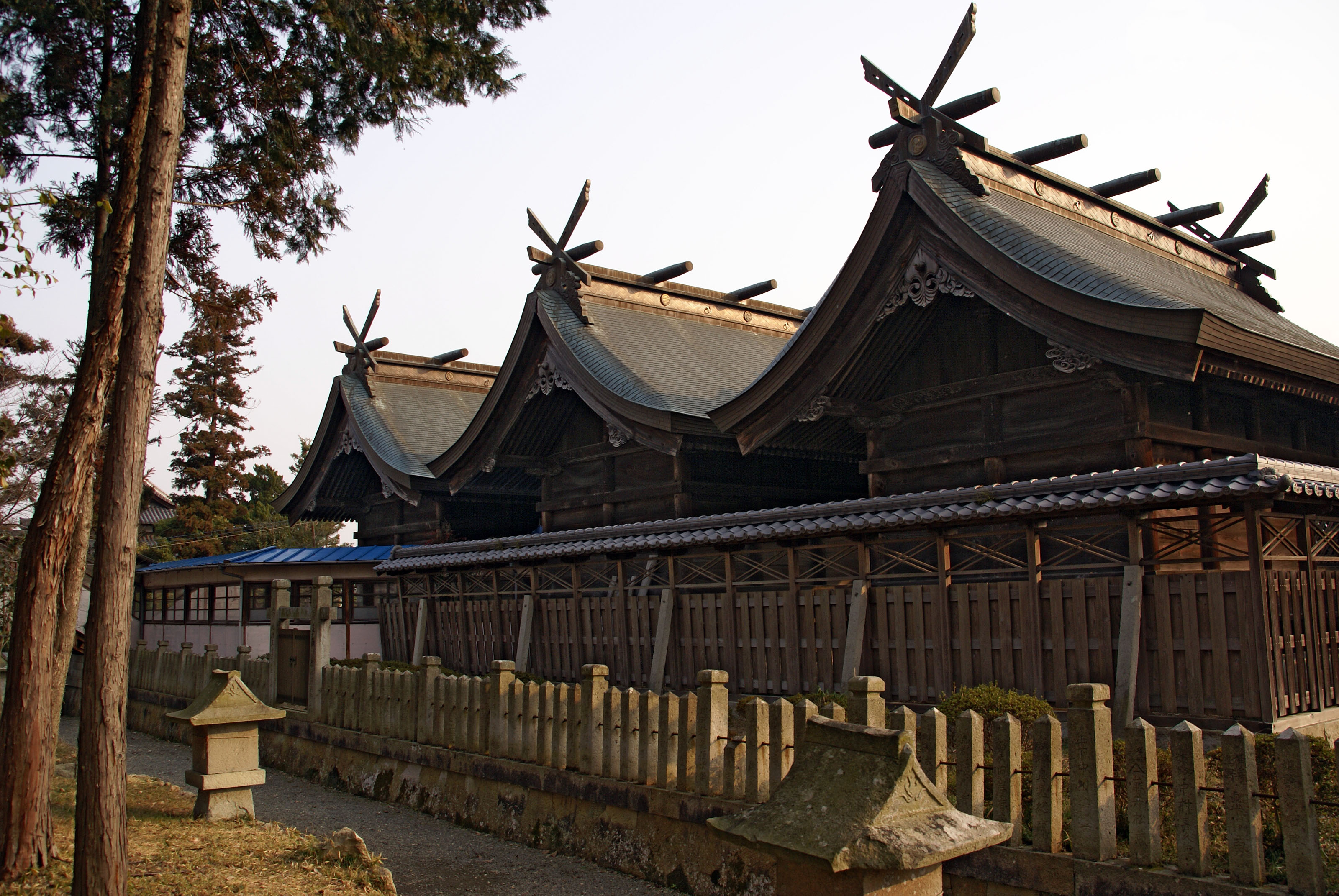
住吉神社
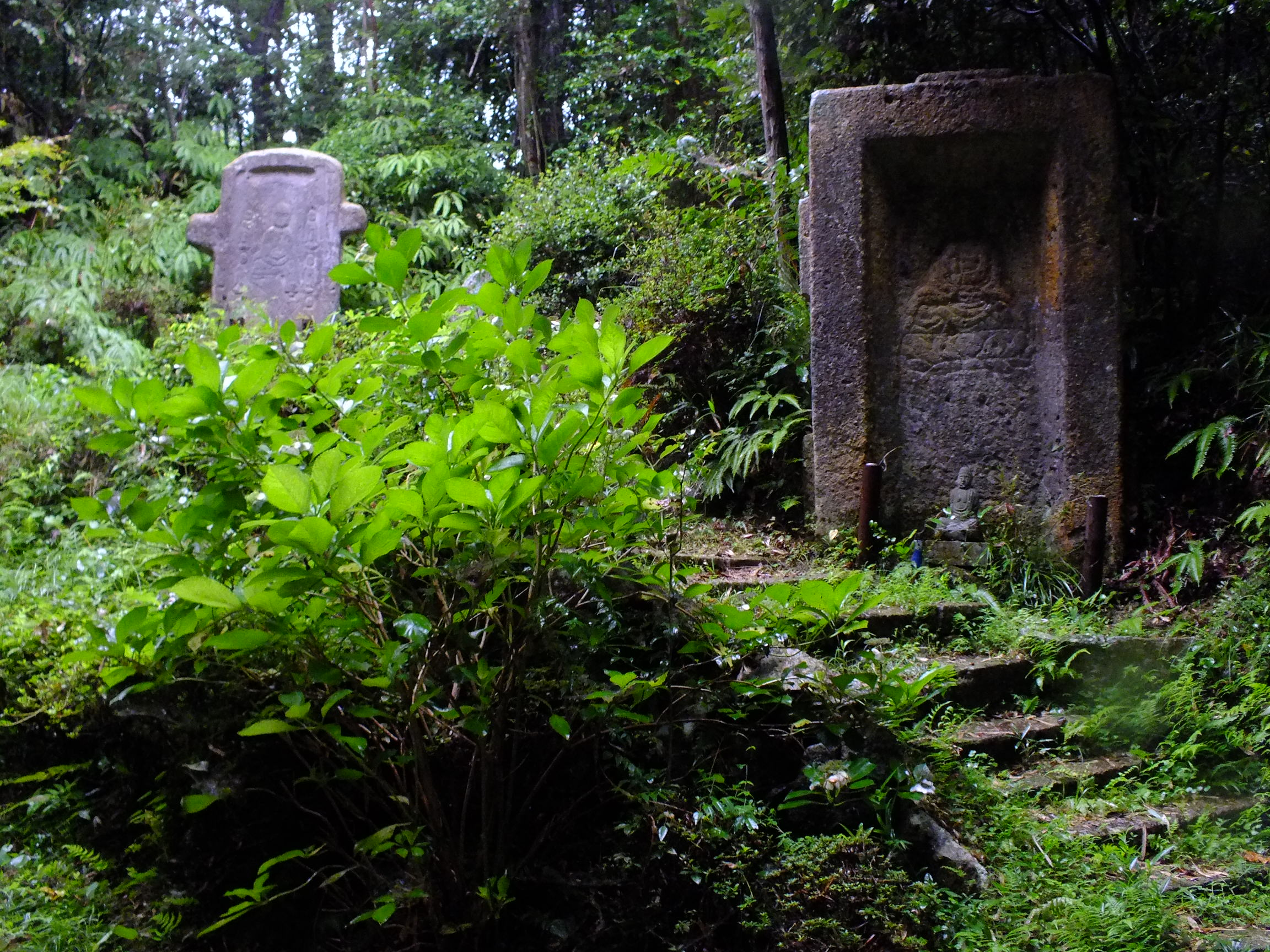
県下最大の石棺仏の山伏峠石仏
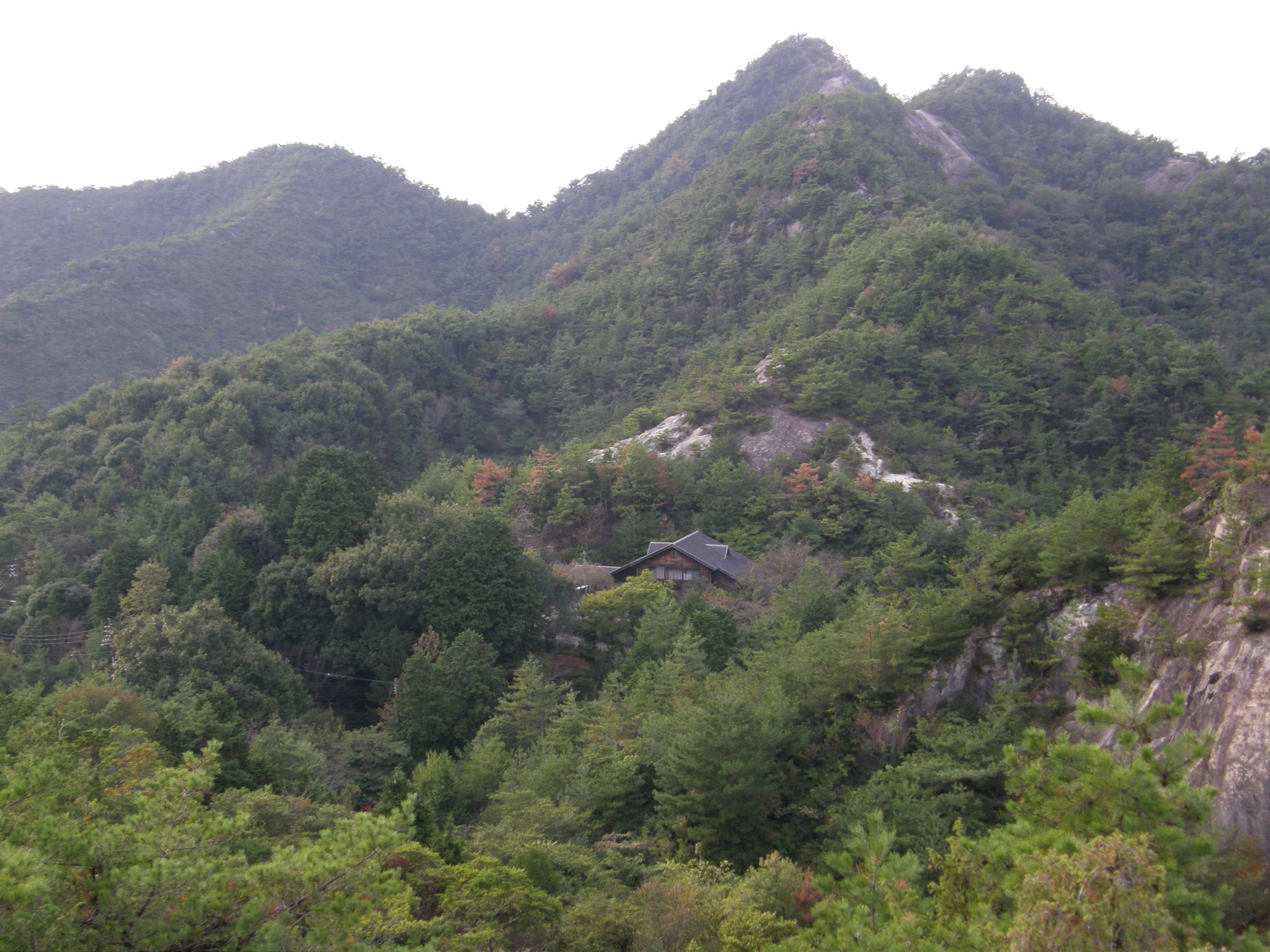
笠松山と古法華自然公園

## 祭事・催事
- 北条節句まつり - 播州三大祭の一つとされる。4月第1土・日曜日に住吉神社で行われる。
- 加西サイサイまつり

市役所周辺で8月第1日曜日に開催。（2006年までと2013年以降）2007年は9月30日に開催。
後述の問題から2013年以降は市役所周辺に会場を戻し、加西サイサイまつりとして復活した。
2020年はコロナウイルスのため中止となった。
- かさい 夏っ彩 夢フェスタ

従来の加西サイサイまつりを一新し、2009年8月2日に会場を兵庫県立フラワーセンターに移して「かさい 夏っ彩（かっさい）夢フェスタ 2009」として初開催。
2010年も8月1日に兵庫県立フラワーセンターにて「かさい 夏っ彩 夢フェスタ 2010」開催。
2012年まで同所で毎年開催されたが、祭り当日の交通渋滞、シャトルバスの不備、祭り後のゴミの清掃に市職員が借り出されるなど問題が多発し中止。
- 田遊び・鬼会 - 国の重要無形民俗文化財に指定。毎年1月8日に東光寺で上万願寺町・下万願寺町の両町にて執り行われる。

## 著名な出身者

### 政治・行政
- 青山繁晴（参議院議員、作家、独立総合研究所代表取締役） - 生まれは神戸市
- 井上喜一（内閣府特命担当大臣（防災）〈第1次小泉第2次改造内閣・第2次小泉内閣〉、衆議院議員）
- 小西禎一（大阪府副知事〈2012年 - 2015年〉）
- 谷滋行（警察官僚）[12]

### 実業家・経営者
- 北川一成（グラフィックデザイナー）
- 小篠綾子（ファッションデザイナー）
- 野田誠三（第12代阪神電気鉄道社長、阪神タイガースオーナー、甲子園球場設計者）
- 山下良則（リコー社長、経済同友会副代表幹事）

### 芸能・スポーツ等
- 大谷武一（ラジオ体操創始者）
- 桂喜丸（落語家）
- 三枝大地（バレーボール指導者）
- ☆SAHO☆（キックボクサー）
- 心屋仁之助（心理カウンセラー）
- 志方文典（陸上競技選手）
- 中尾孝義（プロ野球監督、プロ野球選手）
- 永田萠（絵本作家）
- ななじ眺（漫画家）
- はな寛太（漫才師）
- 花崎圭司（放送作家）
- 宮史郎（歌手）

### その他
- 赤松啓介（民俗学者）
- 宮崎奕保（僧、永平寺貫主）